# Centaurea prolongoi
Centaurea prolongoi là một loài thực vật có hoa trong họ Cúc. Loài này được Pau mô tả khoa học đầu tiên năm 1926.